# Jan Rotter (politik)
Jan Rotter (18. ledna 1850 Ščyrec – 22. července 1906 Vídeň) byl rakouský pedagog a politik polské národnosti z Haliče, na počátku 20. století poslanec Říšské rady.

## Biografie
Narodil se v Ščyrci u Lvova (Szczerzec). Vystudoval reálnou školu ve Lvově a pak absolvoval inženýrskou školu ve Vídni. Po krátkou dobu působil jako železniční úředník ve Lvově, pak složil zkoušky pro výuku matematiky a geometrie na reálných školách. Od roku 1875 byl suplentem na reálné škole v Stanislavově, kde od roku 1876 povýšil na nadučitele. Od roku 1877 byl profesorem vyšší průmyslové školy v Krakově, kde setrval velkou část svého aktivního života. Po dvanácti letech byl jmenován ředitelem tohoto ústavu. Roku 1898 se stal vládním radou. Vydal řadu spisů a učebnic o geometrii a rýsování.
Byl i politicky aktivní, od roku 1893 jako člen městské rady v Krakově. Přes šest let zastupoval toto město i v zemské školní radě. V roce 1895 byl, poté co rezignoval poslanec Adam Asnyk, zvolen za město Krakov za poslance Haličského zemského sněmu. Mandát zemského poslance obhájil roku 1901. Na sněmu opakovaně podporoval zavedení všeobecného volebního práva.
Působil i jako poslanec Říšské rady (celostátního parlamentu Předlitavska), kam usedl ve volbách roku 1901 za kurii městskou v Haliči, obvod Krakov. Poslancem byl až do své smrti roku 1906. Pak ho v parlamentu nahradil Tomasz Sołtysik.
V roce 1900 se uvádí jako kandidát polských demokratů (Polskie Stronnictwo Demokratyczne). Zasedal v poslaneckém Polském klubu. Patřil mezi hlavní postavy krakovského proudu polských demokratů.
Zemřel v červenci 1906 ve Vídni na zápal plic. Tělo mělo být převezeno k pohřbu do Krakova.